# Ammobates dubius
Ammobates dubius är en biart som beskrevs av Raymond Benoist 1961. Ammobates dubius ingår i släktet Ammobates och familjen långtungebin. Inga underarter finns listade i Catalogue of Life.